# Ernst Möller (Politiker)
Ernst Christian Gottfried Richard Möller (* 7. Dezember 1871 in Kassel; † 22. März 1963 in Dörnhagen (Landkreis Kassel)) war ein deutscher evangelischer Theologe und Abgeordneter des Provinziallandtages der preußischen Provinz Hessen-Nassau.

## Leben
Ernst Möller war der Sohn des Malermeisters Hermann Möller und studierte nach dem Abitur am Gymnasium Kassel an den Universitäten in Jena, Greifswald und Marburg Theologie. Nach seiner Ordination im März 1899 ging er in die Rheinische Mission nach Warmbad in der ehemaligen Kolonie Deutsch-Südwest-Afrika, heute Namibia. 1904 kam er nach Deutschland zurück und wurde Pfarrer in Herrenbreitungen und später an der Kirche St. Martin in Kassel. Krankheitsbedingt wurde er zum Pfarramt Dörnhagen versetzt, wo er bis zu seiner Verabschiedung in den Ruhestand im Jahre 1938 blieb. 
Möller war politisch aktiv, trat zum 1. Mai 1933 in die NSDAP ein (Mitgliedsnummer 2.837.980) und war in der NSV tätig. 1933 erhielt er als Vertreter der NSDAP einen Sitz im Kurhessischen Kommunallandtag des Regierungsbezirks Kassel, aus dessen Mitte er zum Abgeordneten des Provinziallandtages der Provinz Hessen-Nassau bestimmt wurde.
Er heiratete am 31. Mai 1900 Emma Marie Dora Gundlach (1879–1970). Aus der Ehe ging die Tochter Magdalena (* 1901 in Warmbad/Namibia, ⚭ Gutsbesitzer Karl Friedrich Sinnig aus Dörnhagen) hervor.